# Karl Llewellyn
Karl Nickerson Llewellyn (* 22. Mai 1893 in Seattle, Washington; † 13. Februar 1962 in Chicago, Illinois) war ein US-amerikanischer Rechtswissenschaftler, der vor allem im Zusammenhang mit dem Rechtsrealismus berühmt wurde. Er gilt als einer der Väter des Uniform Commercial Code.
Llewellyn trat 1914 aufgrund seiner Sympathien für Deutschland in das deutsche Heer ein und kämpfte an der Westfront. Nach einer Verwundung in der Ypernschlacht wurde er 1915 aus dem Kriegsdienst entlassen. Aufgrund seiner Beteiligung auf deutscher Seite wurde sein Antrag auf Aufnahme in die US-Armee nach dem Kriegseintritt der Vereinigten Staaten 1917 abgelehnt.

## Schriften (Auswahl)
- Präjudizienrecht und Rechtsprechung in Amerika: Eine Spruchauswahl mit Besprechung. 2 Teile in 2 Bänden. Weicher, Leipzig 1933.
- The Cheyenne way: Conflict and case law in primitive jurisprudence. University of Oklahoma Press, Norman 1941.
- The bramble bush: Some lectures on law and its study. Columbia University, New York 1930.
- The common law tradition: Deciding appeals. Little/Brown, Boston 1960.
- Jurisprudence: Realism in theory and practice. University of Chicago Press, Chicago 1962.
- Recht, Rechtsleben und Gesellschaft. Aus dem Nachlass hrsg. von Manfred Rehbinder. Duncker und Humblot, Berlin 1977, ISBN 3-428-03960-2.
- The theory of rules. Edited and with an introduction by Frederick Schauer. University of Chicago Press, Chicago 2011.